# Padres peregrinos

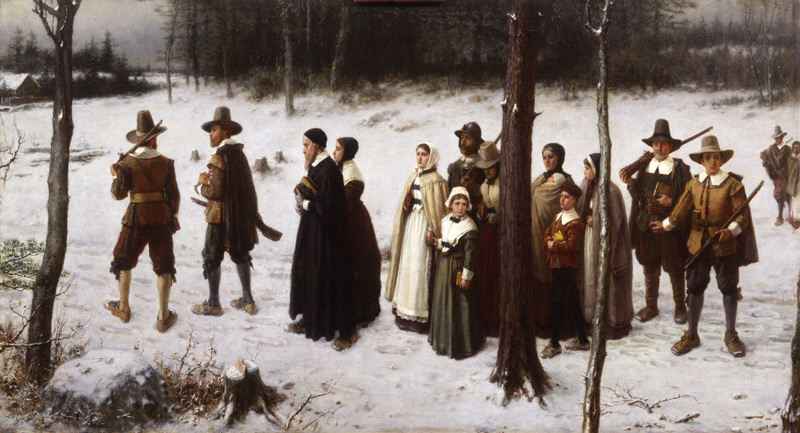
Los Peregrinos marchando a un servicio religioso.

Los Padres peregrinos (en inglés, Pilgrim Fathers o solamente Pilgrims)  Fue un grupo religioso inglés formado a finales del siglo XVI que, estando descontento con el ambiente político-religioso en su país, decidieron emigrar, primero a Leiden (Países Bajos) en 1609 y luego al Nuevo Mundo en 1620. 
Los Padres Peregrinos partieron del puerto de Plymouth (Inglaterra) en el barco Mayflower el 15 de agosto de 1620 y, surcando el océano Atlántico, pretendían llegar a la colonia de Jamestown —fundada en 1607—, pero fuertes tormentas se lo impidieron, empujándoles unos 800 km más al norte, hasta el cabo Cod, donde arribaron el 9 de noviembre del mismo año. Poco después fundaron Plymouth, que sería la capital de la colonia homónima, la cual existió hasta 1691, año en que se unió con la Colonia de la bahía de Massachusetts formando la Provincia de la bahía de Massachusetts
Los Padres peregrinos se encontraban reunidos por la iglesia puritana de cuño calvinista y se refugiaban de las persecuciones religiosas —por ejemplo, las de la oficial anglicana— y de la inestabilidad política que se vivía en Europa. La denominación Pilgrim Fathers para designar a estos colonos surgió en el siglo XIX, asociándoseles con un pasaje bíblico.
Los peregrinos comenzaron su viaje el 15 de agosto de 1620, y luego de atravesar el Atlántico Norte arribaron a las costas americanas de Nueva Inglaterra en noviembre de ese mismo año en la zona donde se emplaza la actual ciudad de Provincetown, prácticamente en el cabo Cod de Massachusetts. Estos viajeros deseaban establecerse en la colonia inglesa de Jamestown (Virginia), que había sido fundada en 1607, pero errores de navegación les llevaron a zonas más septentrionales.
El 21 de noviembre de 1620 (11 de noviembre según el calendario juliano, que era entonces vigente entre los británicos), algunos días antes de desembarcar —lo que ocurrió el 26 de noviembre de 1620—, el centenar de pasajeros del Mayflower juró un pacto instigados por 35 de ellos contra las persecuciones del rey Jacobo I de Inglaterra. Tal pacto es conocido como el Pacto del Mayflower (Mayflower Compact) y por este se hacía un edicto que establecía reglas para la vida en común y para los principios que regirían el futuro establecimiento a fundar en el Nuevo Mundo, establecimiento que resultó ser la Colonia de Plymouth. El Pacto del Mayflower incluía criterios democráticos y de respeto para las creencias religiosas personales. Un mes más tarde, el 21 de diciembre, los peregrinos fundaron la ciudad de Plymouth (llamada entonces «Nueva Plymouth»).
El primer año en la colonia les resultó muy aciago debido a un clima bastante más frío del esperado que les ocasionó hambruna y epidemias. Lograron sobrevivir en gran medida merced a las ayudas que les dieron los indígenas Wampanoag.
La historiografía tradicional estadounidense ha presentado a los peregrinos como el embrión de los Estados Unidos, aunque los orígenes del país resultan mucho más complejos.